# Kerry blue-terriër
De Kerry blue-terriër is een hondenras dat afkomstig is uit Ierland. Deze terriër was in Ierland de nationale mascotte tijdens de Ierse Onafhankelijkheidsoorlog. De naam verwijst naar de oorsprong van het ras (graafschap County Kerry) en de vachtkleur.
Oorspronkelijk werd het dier gebruikt als waakhond, tegenwoordig is het ras ook in gebruik als gezelschapshond. Een volwassen reu is ongeveer 48 centimeter hoog, een volwassen teef ongeveer 46 centimeter. Het gewicht van de reu is 15-18 kilogram, de teef is iets lichter.
Airedaleterriër ·
Amerikaanse staffordshireterriër ·
Australische silkyterriër ·
Australische terriër ·
Bedlingtonterriër ·
Borderterriër ·
Braziliaanse terriër ·
Bulterriër ·
Cairnterriër ·
Ceskyterriër ·
Dandie Dinmont-terriër ·
Duitse jachtterriër ·
Engelse toyterriër ·
Foxterriër ·
Glen of Imaalterriër ·
Ierse terriër ·
Irish soft-coated wheaten terrier ·
Jackrussellterriër ·
Japanse terriër ·
Kerry blue-terriër ·
Lakelandterriër ·
Manchesterterriër ·
Miniatuur Bulterriër ·
Norfolkterriër ·
Norwichterriër ·
Parson Russell-terriër ·
Schotse terriër ·
Sealyhamterriër ·
Skyeterriër ·
Staffordshire-bulterriër ·
Welsh terriër ·
West Highland white terrier ·
Yorkshireterriër